# Теркін (хутір)
Теркін (рос. Теркин) — хутір у Серафимовицькому районі Волгоградської області Російської Федерації.
Населення становить 836  осіб. Входить до складу муніципального утворення Теркинське сільське поселення.

## Історія
Хутір розташований у межах українського історичного та культурного регіону Жовтий Клин.
Згідно із законом від 24 грудня 2004 року № 979-ОД органом місцевого самоврядування є Теркинське сільське поселення.

## Населення
| 2010 | 2014 | 2015 |
| ---- | ---- | ---- |
| 836  | ↗837 | ↘836 |